# Ommatiinae
Ommatiinae  (лат.) — подсемейство ктырей подотряда короткоусые. Около 300 видов (в основном, в Афротропике и Юго-Восточной Азии). Реликтовая группа  ктырей. Длина тела от 5 до 31 мм. Отличаются перистой аристой усиков. Щупики 2-члениковые, усики 3-члениковые.
В мировой фауне 8 родов (с синонимами 11 родовых таксонов), из которых только крупнейший род Ommatius  Wiedemann, 1821 (около 250 видов) распространен во всех зоогеографических регионах. В Палеарктике 6 видов (2 рода), в фауне России обнаружен 1 вид на Дальнем Востоке — Ommatius amurensis.
- Cophinopoda Hull, 1958
- Emphysomera Schiner, 1866
- Merodontina Enderlein, 1914
- Michotamia  Macquart, 1838
  - =Allocotosia Schiner, 1866
- Ommatius  Wiedemann, 1821
  - =Ommatinus  Becker, 1925
  - =Metommatius Hull, 1962
- Pseudomerodontina  Joseph & Parui, 1976
- Stenommatius  Matsumura, 1916
- Thallosia  Oldroyd, 1970